# Amanita brunnescens
Amanita brunnescens är en svampart som beskrevs av G.F. Atk. 1918. Amanita brunnescens ingår i släktet flugsvampar och familjen Amanitaceae.   Inga underarter finns listade i Catalogue of Life.